# Lavr Kornilov

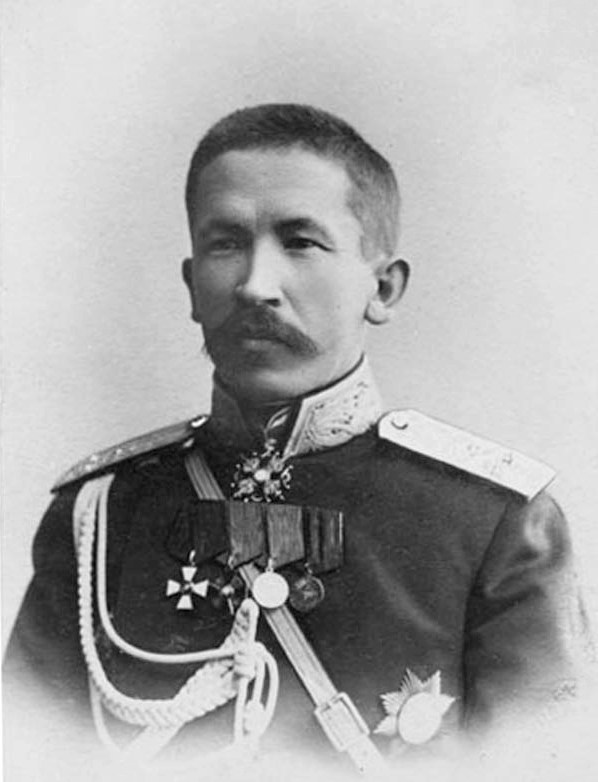
Lavr Kornilov, 1916

Lavr Georgijevitsj Kornilov (Russisch: Лавр Георгиевич Корнилов) (Karkaralinskaja, district Omsk, 18/30 augustus 1870 - bij Jekaterinodar (het huidige Krasnodar), 31 maart/13 april 1918) was een Russische generaal die vooral bekend werd door de naar hem genoemde mislukte staatsgreep in 1917 (de Kornilov-affaire). 

## Biografie

### Militaire carrière
Kornilov werd geboren in Generaal-gouvernement Turkestan als zoon van een Kozakken-officier en kreeg zelf ook een militaire opleiding. Tussen 1890 en 1904 nam hij deel aan verscheidene onderzoeksexpedities in Oost Rusland, in 1905 nam hij deel aan de Russisch-Japanse Oorlog.
Van 1907 tot 1911 was Kornilov militair attaché in China. Tijdens de Eerste Wereldoorlog was hij majoor-generaal van een infanterie-regiment. Na een hevige strijd met de Oostenrijkers werd hij in april 1915 krijgsgevangen gemaakt, maar in juli 1916 wist hij te ontsnappen, terug naar Rusland. Hij toonde zich vervolgens kritisch over de monarchie en de Russische deelname aan de oorlog. Na de Februarirevolutie (1917) en de val van tsaar Nicolaas II kreeg hij het commando over het militaire district van Sint-Petersburg. In juni kreeg hij het commando over de totale gewapende strijdkrachten van de Voorlopige Regering.

### Kornilov-affaire
Kornilov kreeg vooral bekendheid door de 'Kornilov-affaire', in augustus-september 1917. De Kornilov-affaire is te zien als een mislukte machtsgreep, feitelijk gericht tegen de toenemende macht van de sovjets, die een soort duale macht vormden met de Voorlopige Regering. Het begon allemaal met Kornilovs overtuiging, juli 1917, dat er actie nodig was tegen de chaos in het land. Hij vond dat er hard moest worden opgetreden tegen de anarchie waarin het land verviel. Lenin en zijn 'Duitse handlangers' moesten volgens hem worden opgehangen. De sovjets moesten worden ontbonden en de militaire discipline moest worden hersteld.
Toen de president van de Voorlopige Regering Kerenski Kornilov in augustus 1917 naar Petersburg stuurde om de ontstane onrust te beheersen, eiste Kornilov plotseling een aantal bestuursvolmachten, welke feitelijk een staatsgreep betekenden. Kerenski echter verzette zich hiertegen en zette hem op 9 september uit functie. In reactie deed Kornilov een oproep aan de Russen om hun 'stervende land te redden' en liet hij troepen alsnog optrekken naar Petrograd. Kerenski riep de hulp in van de door de bolsjewieken gedomineerde stadssovjet, keerde Kornilovs couppoging, maar raakte zo wel meer van de Bolsjewieken afhankelijk dan hem eigenlijk lief was. In oktober namen deze vervolgens definitief de macht over.

### Burgeroorlog
Na de coup werden Kornilov en 7000 van zijn medestanders gearresteerd. Kort na de Oktoberrevolutie konden ze echter ontsnappen en trokken richting de Don, naar het gebied der Kozakken, het thuisgebied van Kornilov. Daar aangekomen richtte Kornilov samen met Michail Aleksejev het Witte vrijwilligersleger op. Kornilov stelde dat de doelen van zijn strijdkrachten heilig waren, “zelfs als het halve land in brand gezet moet worden en het bloed van driekwart van de Russen moet vloeien”. Kornilov kende echter weinig militair succes met zijn Witte krachten. Nadat hij Rostov en Novotsjerkassk aan de Roden prijs had moeten geven, leidde hij zijn troepen tijdens de zogenaamde ijsmars door de lege steppen van de Koeban en ontkwam zo aan een afslachting. Korte tijd later, tijdens het beleg door de Roden van Jekaterinodar, werd hij echter in zijn hoofdkwartier getroffen door een granaat, waarna hij overleed. Hij werd begraven in een nabijgelegen dorp. Toen de Bolsjewieken een paar dagen later het dorp innamen, groeven ze zijn rottende lichaam op, paradeerden er triomfantelijk mee door Jekaterinodar en verbrandden het publiekelijk op het centrale stadsplein.
Het commando van het vrijwilligersleger werd na Kornilovs dood overgenomen door Anton Denikin.